# Gareth Johnson
Gareth Alan Johnson (né le 12 octobre 1969) est un homme politique et ancien avocat du parti conservateur britannique. Il est député de Dartford de 2010 à 2024. Il soutient le mouvement "Leave Means Leave", un groupe de pression eurosceptique.

## Jeunesse et carrière
Il est né à Bromley à Londres le 12 octobre 1969. Fils d'un laitier, Johnson fréquente la Dartford Grammar School. Avant de se lancer en politique, il travaille au service du tribunal de première instance et comme avocat à Dartford. Il est auparavant membre du conseil d'administration de la Dartford Grammar School for Girls. 

## Carrière politique
Aux élections locales, Johnson se présente sans succès en tant que candidat conservateur dans le quartier Danson du Borough londonien de Bexley en 1994, avant d'être élu dans le quartier de Christchurch en 1998. Il effectue un mandat de quatre ans et ne se représente pas en 2002. Il est président de circonscription du parti conservateur à Bexley.
Aux Élections générales britanniques de 2001 Johnson se présente sans succès à Lewisham West à Londres et échoue de nouveau à Dartford aux élections générales de 2005. Lors des élections générales de 2010, il est élu député de Dartford, remportant le siège sur le parti travailliste avec une majorité de 10 628 voix.  
Lors du remaniement de 2014, il devient Secrétaire parlementaire privé de David Gauke, secrétaire aux finances nouvellement promu. 
Lors des élections générales de 2015, Johnson conserve son siège et augmente sa majorité à 12 345 voix. Après l'élection, Johnson est nommé PPS de Matthew Hancock, Payeur général du Cabinet,. 
Le 27 juin 2017, il est nommé secrétaire particulier parlementaire du secrétaire d'État à la sortie de l'Union européenne.
Il est réélu aux élections générales de 2017 avec une majorité accrue de 13 186 voix. 
Il est nommé whip adjoint du gouvernement en novembre 2018 et démissionne le 14 janvier 2019 en raison d'un désaccord avec la politique de Theresa May, à l'égard de la sortie de la Grande-Bretagne de l'Union européenne.

## Vie privée
Johnson vit dans le village de Hartley avec son épouse Wendy et leurs deux enfants. 